# الدعم البريطاني للعراق خلال الحرب العراقية الإيرانية
في المملكة المتحدة كانت هناك مبيعات مباشرة لكلا الجانبين في الحرب العراقية الإيرانية. مع وجود حظر ساري المفعول، قامت العديد من الشركات أيضًا بتزويد العراق وإيران بشحن المواد عبر دول أطراف ثالثة ومن تلك الدول إلى المتحاربين. في حين أن بعض هذا التصدير كان قانونيًا أو مسموحًا به أو سمح به البرلمان، كانت عمليات الشراء السرية العراقية نشطة بشكل خاص في بريطانيا.

## دوافع السياسة تجاه العراق
على الرغم من الحظر البريطاني، اشترى كل من العراقيين والإيرانيين البضائع البريطانية، من شركة التصنيع والبحوث البريطانية (BMARC) ودول أخرى، باستخدام شهادات مستخدم نهائية مزيفة تشير إلى الوجهة مثل سنغافورة أو الأردن أو جنوب إفريقيا.
اقتصاديًا، أرادت بريطانيا الاستمرار في تجارة التصدير مع إيران والعراق، والتي بلغت قيمتها الإجمالية مليار جنيه إسترليني سنويًا. هذه المبادئ التوجيهية، وفقًا للأدلة التي قدمها تحقيق سكوت حول تصدير الأسلحة إلى العراق، تم تخفيفها سرًا في وقت لاحق. وبعد أن فرضت الأمم المتحدة حظرًا، في محاولة لإعادة الاستقرار إلى المنطقة، فرضت بريطانيا قواعدها الخاصة - المعروفة باسم «إرشادات هاو» بعد وزير الخارجية آنذاك، السير جيفري هاو - الذي قيد الصادرات. وبينما كان هناك حظر صارم على الصادرات «القاتلة»، كان هناك المزيد من المرونة إذا كان التصدير المقترح، من وجهة نظر الحكومة، لن يطيل أمد النزاع أو يؤدي إلى تفاقمه.

### إرشادات التصدير
وثبت فيما بعد أن المبادئ التوجيهية قد تم وضعها ولكن لم يتم اتباعها. أظهر تقرير سكوت أن «مبادئ هاو»، أو «سياسة الحكومة المعلنة بشأن مبيعات الأسلحة إلى إيران والعراق، قد وضعها اللورد هاو في أكتوبر 1985 عندما كان وزيراً للخارجية. وأبلغ البيت من المجموعة التالية من المبادئ التوجيهية لجميع شحنات معدات الدفاع إلى إيران والعراق، الذي نفذ في ديسمبر 1984 ...» لم يتبع. كانت المبادئ التوجيهية:
1. يجب أن نحافظ على رفضنا المستمر لتوريد أي معدات قاتلة إلى أي من الجانبين؛
2. مع مراعاة هذا الاعتبار المهيمن، يجب أن نحاول الوفاء بالعقود والالتزامات الحالية؛
3. لا ينبغي لنا في المستقبل، الموافقة على طلبات أي معدات دفاعية من شأنها، في رأينا، أن تعزز بشكل كبير قدرة أي من الجانبين على إطالة أمد النزاع أو تفاقمه؛
4. تمشيا مع هذه السياسة، يجب أن نستمر في التدقيق بدقة في جميع طلبات تراخيص التصدير لتوريد المعدات الدفاعية إلى إيران والعراق.

### تقرير سكوت
انتقد «تقرير سكوت» عن المبيعات البريطانية للعراق، من السلع العسكرية «غير الفتاكة»، بخلاف الأسلحة الفعلية، التي استغرق إعدادها ثلاث سنوات تحت إشراف كبير قاضي المحكمة العليا السير ريتشارد سكوت، تعامل الحكومة، لكنه رفض أيضًا محاولة أعضاء البرلمان تحيز المحكمة لمحاكمة المتهمين ماتريكس تشرشل. على وجه الخصوص، خص النائب العام السير نيكولاس ليل وزارة الخزانة كبير أمناء ويليام والديغريفي، بارون والديغريفي أوف نورث هيل عن أخطائهم.
من المشاكل الرئيسية التي أبرزها التقرير قرار الحكومة عدم إبلاغ البرلمان بإصلاحات قوانين تصدير الأسلحة خوفًا من غضب الرأي العام. وخلص التقرير إلى أن سياسة الحكومة تجاه تصدير البضائع العسكرية غير الفتاكة قد تغيرت بعد وقف إطلاق النار بين إيران والعراق في عام 1988، بطريقة كان ينبغي إبلاغ مجلس العموم بها.
وأوضح تقرير سكوت القرار السري للحكومة البريطانية بتزويد صدام بمزيد من المعدات المتعلقة بالأسلحة بعد الهجوم الكيميائي على أكراد العراق في حلبجة من قبل حكومتهم. كتب وزير الخارجية السابق هاو أن وقف إطلاق النار الذي ينهي الحرب العراقية الإيرانية قد يعني «فرصًا كبيرة للصناعة البريطانية». إن كان الأمر ساخرًا بعد وقت قصير من التعبير عن غضبنا بشأن معاملة الأكراد، فإننا نعتمد نهجًا أكثر مرونة في مبيعات الأسلحة».

## ضوابط التصدير
قال عضو البرلمان روجر بيري، متحدثًا في مجلس العموم، إن الشيء الوحيد المهم حقًا بشأن مراقبة الصادرات هو هوية المستخدم النهائي الحقيقي، والذي قد لا يكون البلد الموجود في شهادة المستخدم النهائي. واضاف «كما علمتنا فضيحة السلاح للعراق، المهم هو من يحصل على السلاح وماذا يفعلون بها. ربما قال طلب الترخيص إن الأسلحة كانت متجهة إلى الأردن، لكنها انتهى بها الأمر في العراق؟ وقال إن معلومات الاستخدام النهائي لرخصة التصدير بحاجة إلى التحقق منها.
وفقًا لما قاله بيري، «لا فائدة من [أن] تقوم وزارة التجارة والصناعة (DTI) بوضع علامة في المربع وقولها، «يقولون إن هذا سيذهب إلى جارنا الودود النمسا»، أو «هذا سيذهب إلى أعزائنا القدامى صديق سنغافورة». من بعض الإحصاءات، يبدو أن سنغافورة لديها أكبر قوة بحرية وجوية وجيش في العالم. . . . أحث الوزير ببساطة على تزويدنا ببعض المعلومات حول كيفية قيام الحكومة برصد الاستخدام النهائي. 
من الناحية المالية على وجه الخصوص، كان هناك تفاعل معقد بين المنظمات التي يسيطر عليها العراق في المملكة المتحدة وشركة US One البريطانية التي تم تأسيسها، اشترى العراق ماتريكس تشرشل، وفرعه البريطاني مصنع مهم للأدوات الآلية المتقدمة، واستخدمت فرعه الأمريكي قناة للمشتريات في الولايات المتحدة. في الأصل شركة بريطانية راسخة لتصنيع أدوات الآلات مع شركة تابعة للولايات المتحدة، قامت الشركة بتوسيع العمليات الأمريكية إلى حد كبير من قبل العراقيين، باستخدام التمويل الأمريكي للمشتريات العراقية التي لم تشمل بالضرورة المملكة المتحدة
وفقًا لتقرير سكوت، تم اتهام المديرين التنفيذيين في ماتريكس تشرشل بمحاولة تصدير أسلحة دون الإذن المطلوب من البرلمان. بموجب القواعد التي تم تغييرها، والتي لم يتم الكشف عنها للبرلمان، تقرر أنهم تصرفوا بشكل قانوني، وكانت الحكومة على علم بالصادرات المخطط لها. 
كان أحد الانتقادات في تقرير سكوت هو محاولة الحكومة الحصول على شهادة حصانة المصلحة العامة (PII) أثناء المحاكمة. مثل هذه الشهادات تمنع الكشف عن الوثائق التي تبين وجود علاقة بين المتهمين وأجهزة المخابرات البريطانية. في حين أن التقرير لم يشر إلى وجود أي محاولة لمعاقبة الرجال الأبرياء، قال تقرير سكوت أنه كان ينبغي إخبار المدعين العامين أن نائب رئيس الوزراء مايكل هيسلتين كان مترددًا في استخدام مثل هذه الشهادة.

### تقنيات الشراء السرية العراقية
هناك عدة طرق لاستخدام الشركات الأمامية. يمكن إنشاء شركة لهذا الغرض، أو قد تتولى الدولة المهتمة بالمنتجات شركة قائمة. في بعض الأحيان ، يمكن تعيين خبير لمنح شركة حالية قدرة جديدة ، أو يمكن بناء شركة جديدة حول خبير متمرس ، مثل جيرالد بول .
كانت شركة نصر دولة العراق للصناعات الميكانيكية المنتج الرئيسي للصواريخ العراقية وشاركت بشكل كبير في الاستحواذ السري على تكنولوجيا الأسلحة النووية والكيميائية. من المحتمل أنها كانت تسيطر على شركة العربي التجارية.

### إنشاء الشركات
أسس أنيس منصور وادي، وهو عراقي مغترب، شركات واجهة في جميع أنحاء أوروبا، والتي يمكن إدراجها كمستخدمين نهائيين لمجموعة واسعة من التكنولوجيا والعناصر. في بريطانيا، تعاون مع رجل الأعمال البريطاني روي ريكس، لتأسيس شركة ميد الدولية المحدودة ، والتي أعيدت تسميتها إلى مجموعة الهندسة التكنولوجية (TEG).
وفقا لإعلان العراق لفريق عمل الوكالة الدولية للطاقة الذرية، ذهب العراقيون إلى المملكة المتحدة وعملوا مع وادي لشراء مواد لنشر الغاز وبرامج تخصيب اليورانيوم بالطرد المركزي من نوع الحزم. اشترت TEG إجمالي 75 عنصرًا لهذه البرامج بتكلفة حوالي 1.25 مليون جنيه إسترليني، وشحنت العناصر إلى النصر.

### شراء سيطرة جزئية أو كاملة على الشركات المؤسسة
يقع المقر الرئيسي لشركة العربي التجارية في بغداد، ويبدو أنها كانت تحت سيطرة مجمع الأسلحة الرئيسي في العراق، شركة النصر العامة للصناعات الميكانيكية. في عام 1987، أقامت العربي واجهة المشتريات الرئيسية في لندن، وهي شركة قابضة تسمى مجموعة تطوير التكنولوجيا أو TDG. في عام 1987، أنشأت TDG شركة تسمى TMG للهندسة [TMG] والتي كانت السيارة المستخدمة في شراء شركة ماتريكس تشرشل المحدودة لتصنيع الأدوات الآلية البريطانية وشركة ماتريكس تشرشل كورب التابعة لكليفلاند بولاية أوهايو.
تم منع العربي من التعامل مع المنظمات الأمريكية على الأقل منذ عام 1997.

#### ماتريكس تشرشل
في عام 1987، أفادت المخابرات البريطانية السرية (SIS أو MI6) أن شركات الآلات البريطانية كانت تبيع معدات لمصانع الأسلحة العراقية، بما في ذلك شركة ماتريكس تشرشل المحدودة [MCL] صانع الأدوات الأول في المملكة المتحدة والمورد الرئيسي للأدوات الآلية للترسانات في جميع أنحاء العالم. وهي موجودة منذ عام 1913 ويعمل مصنعها في المملكة المتحدة أكثر من 700 شخص. كانت شركة ماتريكس تشرشل شركة المبيعات والخدمات الأمريكية التابعة لشركة MCL وقد تم تأسيسها في كليفلاند بولاية أوهايو عام 1967. تعد الاستخدامات العسكرية لماكينات ماتريكس تشرشل السبب الرئيسي وراء اهتمام العراق بشراء الشركة.
أتاح الحصول على ماتريكس تشرشل للعراق الوصول، ليس فقط إلى الأدوات الآلية، ولكن أيضًا إلى برمجة الكمبيوتر والأدوات والمكونات الأخرى اللازمة لصنع مجموعة متنوعة من الذخائر بالإضافة إلى التطبيقات الأخرى في صناعة الطيران والصناعات النووية. يمكن تفسير الشراء على أنه عملية كبيرة لجمع المعلومات الاستخبارية للعراق.
عندما سيطر العراق على MCC، أعاد توجيه الشركة بحيث لم يعد السوق العام من أولوياته، ولكن لتلبية احتياجات العراق. تم إسقاط عمليات المبيعات والخدمات في MCC، لكن العراقيين أنشأوا أيضًا قسمًا لإدارة المشاريع داخل ماتريكس تشرشل في عام 1988.
حصل هذا القسم على التكنولوجيا لمجمعات الأسلحة العراقية مثل النصر وحطين. تم إنشاء قسم إدارة المشاريع لإدارة أنشطة الشركات الأمريكية التي فازت بعقود للعمل في العراق. كان مصنع الألياف الزجاجية الممول من شركة BNL في النصر أكبر مشروع لقسم إدارة المشروع. سترسل المنظمات العراقية التي تريد منتجات مصنوعة في الولايات المتحدة الطلب إلى المديرين العراقيين في قسم المشتريات في ماتريكس تشرشل، الذي أنشئ في عام 1987، والذي سيحدد ويقيم المصادر في الولايات المتحدة، ما لم يتمكن قسم ماتريكس تشرشل البريطاني من تقديمها. في بعض الحالات، يشتري الجانب الأمريكي من شركة ماتريكس تشرشل المعدات في حالات أخرى. في حالات أخرى، عملت ماتريكس تشرشل كوسيط للمستخدم النهائي العراقي، وطالبت ماتريكس تشرشل وكثيراً ما تلقت عمولة من الشركة الأمريكية تتراوح بين 5 و 10 في المائة من القيمة الإجمالية للعقد. تهدف هذه العمولات إلى تغطية تكلفة تشغيل قسم المشتريات.
كان قسم إدارة المشروع تحت إشراف سام نعمان وعبد القدوم، اللذين يعتقد أنهما من عملاء المخابرات العراقية، حيث عملوا في المملكة المتحدة لصالح عميل المخابرات العراقية المعروف صفاء الحبوبي، الرجل الأول الذي ساعد في إنشاء وتشغيل شبكة مشتريات العربي. كان الحبوبي صاحب سجل لشركة ماتريكس تشرشل والعديد من الشركات العراقية الأمامية الأخرى في الولايات المتحدة.

وبحسب غونزاليس، فقد عمل القدومي ونعمان معًا في السابق، «على عكس ما قالا للموظفين الأمريكيين العاملين في ماتريكس تشرشل. غالبًا ما تحدث العراقيون العاملون في ماتريكس تشرشل عن مواضيع حساسة باللغة العربية بدلاً من الإنجليزية. بالإضافة إلى ذلك، فإن الكثير من المراسلات المتعلقة بأمور حساسة مثل المناقشات مع صفاء الحبوبي حول المال كانت مكتوبة باللغة العربية لإخفاء المحتويات عن الأمريكيين العاملين في مؤسسة تحدي الألفية. . . في مذكرة بتاريخ 10 يوليو / تموز 1989، أمر الحبوبي موظفي ماتريكس تشرشل بالاحتفاظ بتقارير نفقات معينة في بغداد لأنهم أشاروا إلى أن فرع بغداد لماتريكس تشرشل كان يدفع نفقات مختلفة للمؤسسات العسكرية العراقية. وجاء في المذكرة:
هناك بعض الشك هنا حول تقديم الفواتير كاملة (إلى ماتريكس تشرشل) لأنها من شركات عسكرية نشعر أنها إذا تمت ترجمتها من قبل محاسبيك، فإنها تسبب لك بعض المشاكل.

#### BMARC، أسترا وأورليكون
تم الكشف عن إحدى الترتيبات في عام 1995 فيما يتعلق بشركة تسمى شركة التصنيع والبحوث البريطانية (BMARC). كانت الشركة مملوكة سابقًا لشركة تصنيع الأسلحة السويسرية أورليكون، وتم بيعها لشركة أسترا القابضة البريطانية في مايو 1988. على ما يبدو، استمر أورليكونكشريك في بعض المعاملات.
كان مديرو أسترا التنفيذيون والمديرون غير التنفيذيين على صلة جيدة بصناعة الدفاع البريطانية. لم يكن واضحًا دائمًا للحكومة ما إذا كان المشروع يديره BMARC أو أسترا أو أورليكونخارج المملكة المتحدة. لم يذكر أحد حتى الآن أنه عند توقيع العقد كان يتم التعامل مع المشروع، وكانت شركة BMARC مملوكة لشركة أورليكون، وهي شركة سويسرية. ولم يمضِ ما يقرب من عامين بعد إبرام هذا العقد حتى اشترت الإدارة الجديدة لشركة أسترا التي يرأسها السيد جيمس، شركة BMARC واستمرت في ذلك العقد. بحلول عام 1988 أدرك مجتمع الاستخبارات أن أورليكون- ليست شركة بريطانية - كانت تصدر الأسلحة عبر سنغافورة إلى إيران لكنها لم تذكر BMARC على وجه التحديد. كان من سوء حظه أن شركته الناجحة للغاية، أسترا، قامت بعمليتي شراء مؤسفتين - BMARC والشركة الأخرى التي زودت البندقية العراقية، PRB.
قال وزراء مختلفون في مجلس الوزراء إن المبادئ التوجيهية تم اتباعها، عندما تظهر الأدلة الحالية أنها لم تفعل. في آب / أغسطس 1991، أخبرت الحكومة اللجنة المختارة للتجارة والصناعة: إن فحصنا للسجلات يظهر أن السياسة المعلنة في البرلمان في عام 1985 تم الالتزام بها روحًا ونصًا.

#### رقابة ناجحة على الصادرات مع كانيرا
بينما حدث هذا بعد نهاية الحرب الإيرانية العراقية بقليل، كان هناك مثال توضيحي آخر وهو اهتمام العراق بالمواد المركبة لبرنامج الصواريخ الخاص به. في صيف عام 1989، اشترت TDG و مؤسسة أبحاث الفضاء (SRC) مصنع ليرفان السابق في أيرلندا الشمالية تحت اسم كانيرا المحدودة. ستقوم ليرفان بتصنيع المواد المركبة من ألياف الكربون، وقدمت كانيرا المحدودة طلبًا إلى مجلس التنمية الصناعية بأيرلندا الشمالية للحصول على مساعدة مالية من أجل إنشاء منشأة في المصنع لإنتاج مكونات لصناعة الطيران الدولية.
عندما اكتشفت الحكومة البريطانية شركة كانيرا المحدودة المملوكة لشركة TDC وشركة SRC، أوقفوا المساعدة المالية، على أساس «لدينا سبب للاعتقاد بأن الهدف الأساسي لشركة كانيرا هو استخدام المصنع لاكتساب الخبرة في التصنيع المركب لبرنامج الصواريخ العراقي. يمكن أيضًا استخدام المواد المركبة في صناعة الصواريخ الباليستية. وهي على وجه الخصوص مكون رئيسي في تصنيع الدروع الحرارية لمركبات إعادة دخول الرؤوس الحربية». هناك تطبيقات أخرى في الأسلحة المتقدمة. بسبب شعورهم بالإحباط في الحصول على المساعدة المالية، قرر المسؤولون العراقيون أن تبيع TDG و SRC حصصهم، محققين أرباحًا كبيرة.

### خبراء التوظيف
يمكن للخبراء التقنيين تقديم مساعدة لا تقدر بثمن للدول المنتشرة، ولا سيما تلك التي تفتقر إلى المعرفة المتخصصة حول المجالات النووية. ونتيجة لذلك، استثمرت البرامج المنتشرة جهودًا كبيرة في توظيف الخبراء.
قد يكون تعيين الخبراء أمرًا صعبًا، وفي بعض الأحيان يعتمد النجاح على الحظ أكثر من الخطط. على أي حال، يمكن أن تكون المعرفة بالصناعات الأجنبية والخبراء نقطة البداية لجهود التوظيف. بالإضافة إلى ذلك ، تم الاتصال بالوكلاء الموثوق بهم للعثور على خبراء آخرين.
كان العراق محظوظًا لأنه جند ثلاثة خبراء على درجة عالية من المعرفة للمساعدة في برنامج تخصيب اليورانيوم بالطرد المركزي للغاز في الفترة 1988-1990. عمل والتر بوس، برونو ستيملر، وكارل هاينز شواب لسنوات في شركة MAN للتكنولوجيا الجديدة في ميونخ بألمانيا، وهو مقاول ثانوي مهم لشريك شركة يورنكو الألمانية. عيّن العراق هؤلاء الخبراء من خلال H&H ميتالفورم.

#### يورنكو
لقد تمت دراسة مقدار ونوع المساعدة التي قدمها هؤلاء الأفراد الثلاثة للعراق بشكل مكثف لأكثر من عقد من الزمان. ربما لن يكون من الممكن أبدًا تطوير صورة متسقة وكاملة تمامًا لما قدموه للعراق. لكن من الواضح أن هؤلاء الخبراء قدموا قدرًا كبيرًا من المعلومات الحساسة حول أجهزة الطرد المركزي الغازية لمجموعة يورنكو. شركة يورنكو مملوكة لشركة المنبذة الفائقة هولندا (الهولندية)، أورانيت غامبه (الألمانية) و شركة الوقود النووي البريطانية (المملكة المتحدة)  في ثلاث أسهم متساوية. كانت المساعدة واسعة النطاق، وحدثت بانتظام في الفترة 1988-1990، وشملت العديد من تقنيات يورنكو المتقدمة. كان مستوى المساعدة التي قدمها هؤلاء الخبراء الثلاثة أساسياً لإحراز تقدم في برنامج أجهزة الطرد المركزي للغاز العراقي.
قدم هؤلاء الخبراء الثلاثة لبرنامج أجهزة الطرد المركزي للغاز العراقي رسومات تصميم سرية لأجهزة الطرد المركزي التي تم تطويرها في أواخر الستينيات وأوائل السبعينيات وتصميم أحدث ومتقدم من منتصف الثمانينيات.

### العمل مع الوسطاء
غالبًا ما تسعى الدول المنتشرة إلى وسطاء لتسهيل الحصول على المواد الحساسة. في بعض الحالات، يحصل الوسطاء على عنصر ما وينقلونه إلى حالة الانتشار. في أحيان أخرى، يقوم الوكيل فقط بوضع الدولة المنتشرة على اتصال مع المورد الذي يقدم السلعة بعد ذلك. على الرغم من إمكانية التحكم في العنصر، إلا أنه من المحتمل ألا يتطلب ترخيص تصدير. عادة ما يكون دافع الوسيط هو المال.
قد تستخدم دولة ما وسيطًا لإخفاء المستخدم النهائي الحقيقي لعنصر ما. قد يكون المورد قد تعامل سابقًا مع وسيط معين وقد يقبل تفسير الوسيط للمستخدم النهائي. توضح الأمثلة التالية للجهود العراقية مجموعة من أنشطة الوسطاء.

#### شراء حديد التسليح
استخدم العراق مجموعة معقدة من الوسطاء لشراء الصلب المصلد، وهو مادة حرجة وخاضعة للرقابة على الصادرات. فولاذ ماراجنج قوي للغاية، ويستخدم في تطبيقات صغيرة مثل مضارب الجولف عالية الجودة ونقل المركبات، فضلاً عن المكونات الحرجة عسكريًا لأجهزة الطرد المركزي لتخصيب اليورانيوم والمدافع وأغلفة الصواريخ. في عام 1989، من خلال مجموعة معقدة من الشركات، اشترى العراق 10 أنابيب ألمنيوم ومركبات ألياف الكربون تُستخدم أيضًا في أجهزة الطرد المركزي الغازية.
انظر المعاملات المعقدة في المقال الخاص بالدعم فرنسا للعراق أثناء حرب الخليج الأولى. وشملت المعاملات في النهاية منظمات في العراق، وفرنسا، وألمانيا الغربية، وبريطانيا العظمى، والمملكة العربية السعودية، والنمسا، ودبي، وجيرسي، والولايات المتحدة.

## حرب برية
«في عام 1986، لفت CAAT انتباه الجمهور إلى حضور معرض معدات الجيش البريطاني التابع للحكومة البريطانية لوفد عراقي برئاسة مدير التسليح والتجهيزات في البلاد. وبعد احتجاج شديد ، تم سحب الدعوة لحضور حدث بحري مماثل في العام التالي. " 

### قطع غيار دبابة
في عام 1982، حصلت شركة الخدمات العسكرية الدولية (IMS)، وهي شركة مملوكة بالكامل لوزارة الدفاع (MoD)، على تصريح لإصلاح دبابات تشيفتن بريطانية الصنع في حوزة العراق. وقالت وزارة الدفاع إنه لم يكن هناك تخل عن الحياد وإن بريطانيا ستوفر قطع غيار دبابات للجانبين لكن لن توفر ذخيرة. وبحسب استفسار برلماني، «وقعت شركة الخدمات العسكرية الدولية عقد تصدير واحد فقط مع العراق منذ عام 1980. وقدمت تفاصيل ذلك إلى مجلس النواب في 2 تموز / يوليه 1991».

### لاند روفر ورادار
تم بيع ثلاثمائة لاندروفر عسكرية، بقيمة 3 ملايين جنيه إسترليني، وكمية كبيرة من معدات الرادار التي قيل إنها تساوي أكثر من ذلك بكثير، إلى العراق في يوليو 1985 لموازنة تصدير السفن إلى إيران. (صنداي تلغراف، 28.7.85)
نظرًا لعدم تقديم أي تفاصيل، فمن المستحيل معرفة ما إذا كان الرادار المذكور أعلاه هو نظام ساحة المعركة ثورن إي إم آي سيمبلين (الرادار) القادر على تحديد مواقع أسلحة العدو، بما في ذلك المدفعية والمروحيات، وتوجيه نيران مدافع الهاون والمدافع. العراق هو أكبر مستخدم في العالم لنظام سيمبلين، حيث تم نشر 1500 نظام في الكويت في أوائل عام 1991 بالإضافة إلى 1000 نظام آخر في جنوب العراق. تم توريد سيمبلين للعراق خلال الثمانينيات وتم تدريب مشغليها في المملكة المتحدة في عام 1990. (عين خاصة ، 31.8.90؛ دخول ثورن إيمي للإلكترونيات، فهرس BAEE 1990؛ الصنداي تايمز، 2.12.90؛ جين ديفينس ويكلي، 2.2.91)

### أجهزة الطقس المدفعية ماركوني سيستمز
يمتلك العراق أيضًا نظام AMETS الخاص بأنظمة ماركوني للقيادة والتحكم والذي «يوفر الحل لبيانات الأرصاد الجوية الدقيقة وفي الوقت المناسب اللازمة لضمان دقة الملف». لا يوجد ما يشير إلى احتمال بيع هذا. (جين ديفينس ويكلي، 2.2.91؛ فهرس ماركوني)

## حرب جوية

### بي ايه أي هوك

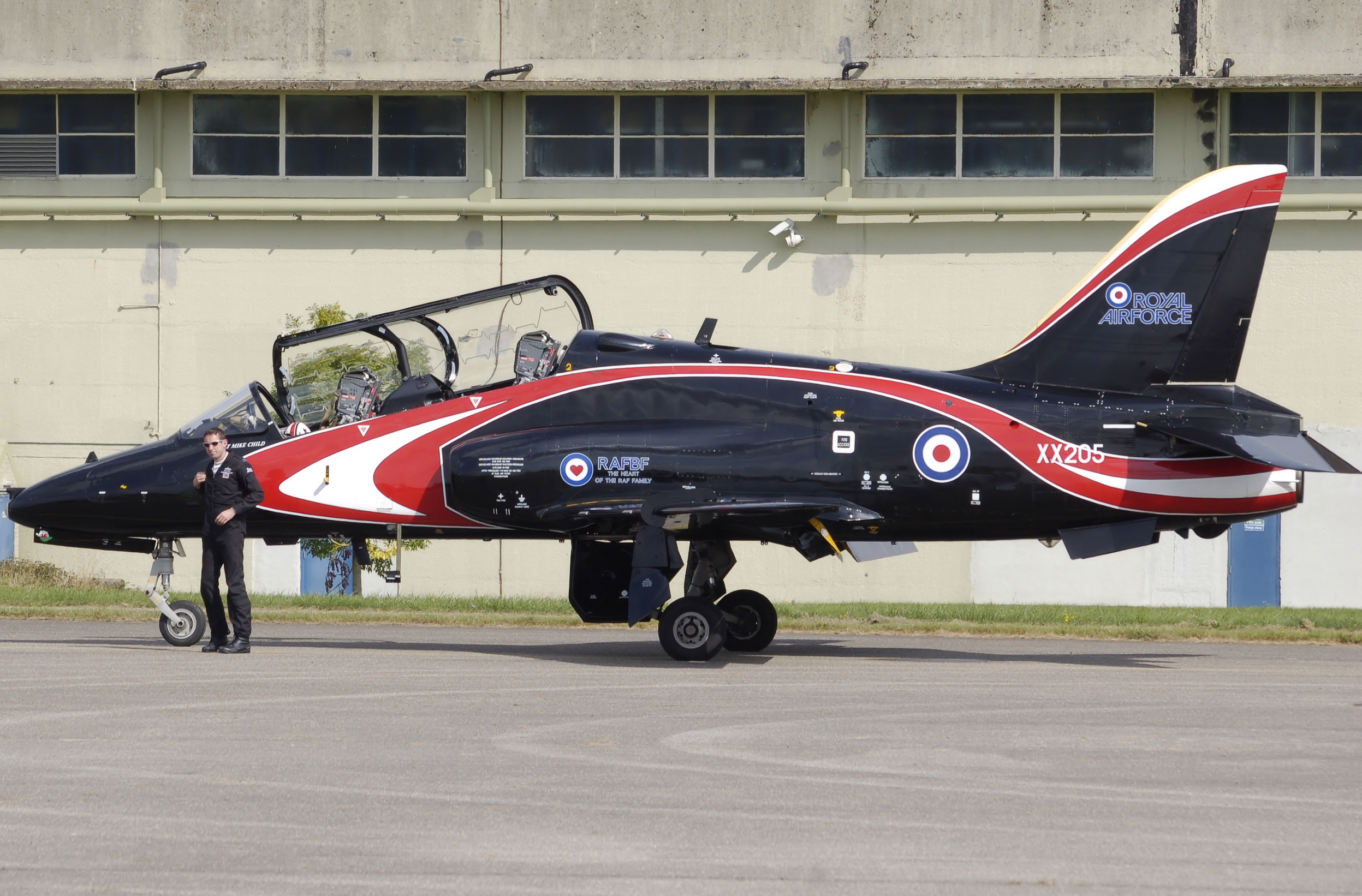
هوك بألوان بريطانية. لاحظ أنها طائرة صغيرة نسبيًا

يتم تصنيع طائرة التدريب / الهجوم الخفيف بي أيه إي هوك فقط للتصدير من بريطانيا.
نقلت الحملة ضد تجارة الأسلحة (CAAT) عن صحيفة صنداي تايمز أن 20 فنيًا عراقيًا قدموا إلى المملكة المتحدة بصفقة بقيمة مليار جنيه استرليني لإنشاء صناعة طائرات في العراق وبناء 300 طائرة من طراز هوك هناك بموجب ترخيص. بدأت المناقشات حول هذا الأمر في ديسمبر 1980، بعد خمسة أشهر فقط من غزو العراق لإيران، وكان موظفو شركة بريتيش أيروسبيس يزورون العراق بانتظام منذ مارس 1981. وبعد عام، قال وزير الدفاع جيفري باتي: «إن شركة بريتيش أيروسبيس تتفاوض مع حكومة العراق لبيع وتجميع طائرات هوك محليًا. لم يتم التوصل إلى اتفاق بعد.»
وفقا لصحيفة فاينانشيال تايمز (CAAT)، في 27 يوليو 1989، قررت لجنة الخارجية والدفاع التابعة لمجلس الوزراء عدم السماح للمفاوضات بشأن الصفقة بالمضي قدما. وقيل إن وزارة الدفاع ووزارة التجارة والصناعة قد تأثرتا بحجة بي إيه إي بأن هوك كان مدربًا وأن البيع يجب أن يستمر. جادلت وزارة الخارجية البريطانية بأن السلام بين إيران والعراق كان هشًا، وأن البيع للعراق قد يمنع إصلاح العلاقات مع إيران. 

## الدفاع الجوي
واستشهدت CAAT بعدة صحف بريطانية فيما يتعلق بتورط يوليو 1981، مع الحرب الإيرانية العراقية الجارية، قام دوغلاس هيرد، وزير الدولة في وزارة الخارجية آنذاك، بزيارة بغداد للاحتفال بالذكرى السنوية لتولي البعثيين السلطة.

## الصواريخ والتكنولوجيا ذات الصلة

### سوبرغون
في أبريل 1990، صادر ضباط الجمارك في تيسبورت أنابيب فولاذية قالوا إنها كانت معدة للاستخدام في «مدفع عملاق» عراقي. وتبع ذلك محاكمات من هذه القضايا وغيرها. كان هذا على الرغم من اجتماع سري حضره ثلاثة وزراء هم آلان كلارك وويليام والدجريف والبارون والدجريف من نورث هيل واللورد تريفجارن، حيث تم الاتفاق على ضرورة تخفيف المبادئ التوجيهية للعراق. لم يتم الإعلان عن هذا التغيير في البرلمان.

## الحرب الكيماوية
في عام 1985، حصل مصنع الكلور الذي تبلغ تكلفته 14 مليون جنيه إسترليني والمعروف باسم «الفلوجة 2»، الذي تم بناؤه بواسطة شركة Uhde المحدودة، وهي شركة تابعة لشركة ألمانية في المملكة المتحدة، على ضمانات مالية من قبل إدارة ضمان ائتمانات التصدير في المملكة المتحدة على الرغم من الاعتراف الرسمي في المملكة المتحدة بـ«الاحتمال القوي» للمصنع ستستخدم في صنع غاز الخردل. أدت الضمانات إلى دفع حكومة المملكة المتحدة 300000 جنيه إسترليني إلى Uhde في عام 1990 بعد توقف استكمال المصنع بسبب حرب الخليج الأولى. سلطت الحكومة الأمريكية الضوء على المصنع في وقت لاحق كجزء من الدفاع عن شرعية غزو العراق عام 2003.
قيل إن بريطانيا صدرت ثيو ثنائي الغليكول (أحد طليعة غاز الخردل) وكلوريد الثيونيل (أحد طليعة غاز الأعصاب) إلى العراق في عامي 1988 و 1989.